# Bonacolso Bonacolsi
Bonacolso Bonacolsi fou fill presumptament de Rinald Bonacolsi. Fou abat benedictí de Sant'Andrea de Màntua el 1241, però fou expulsat de Màntua el 1244 i va morir a l'exili el 1249.